# Campamento de Wehdat
El campamento de Wehdat (en árabe, مخيم الوحدات: ), también conocido como el campamento nuevo de Amán, es un campamento de refugiados palestinos ubicado en el barrio de Hay Al Awdah, al sureste de Amán, capital de Jordania. El campamento se expande por unos 0,48 kilómetros cuadrados, lo que hace de él el segundo mayor campo de refugiados de Jordania. El campamento de Wehdat tiene aproximadamente 57.000 refugiados registrados, de los cuales unos 8.400 son estudiantes, y está gestionado por la Agencia de Naciones Unidas para los Refugiados de Palestina en Oriente Próximo (UNRWA).

## Historia
"En los años sesenta, setenta y ochenta, Al-Wehdat era sinónimo de 'Palestino' en la vida pública jordana; acciones de protesta, manifestaciones, reclamaciones e incluso los partidos de fútbol del equipo de Al-Wehdat eran todos claros indicadores."
Ala Hamarneh PhD. 2010. Space and Architecture

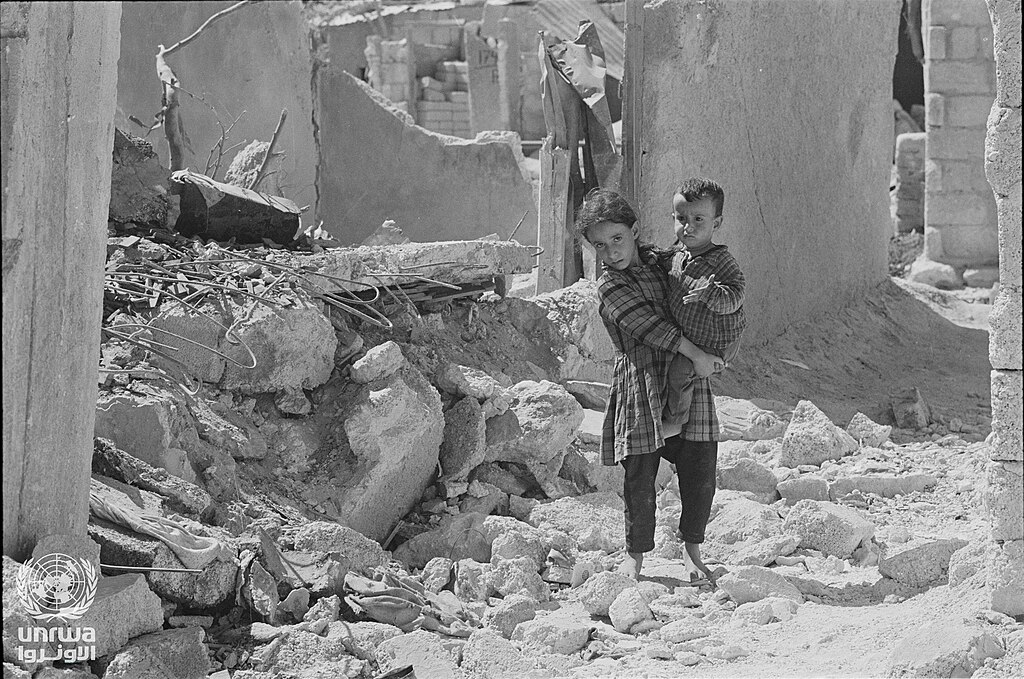
Niños palestinos entre las ruinas del campamento de Wehdat durante los combates de 1970.

El campamento de Wehdat fue uno de los cuatro campamentos de refugiados construidos por UNWRA para acomodar a los refugiados palestinos que fueron expulsados del Mandato británico de Palestina por la tropas judías antes y durante la Guerra árabe-israelí de 1948. Se creó en 1955 con la llegada de unos 5.000 refugiados de pueblos ubicados entre Jaffa y Jerusalén. Al principio los refugiados vivieron en tiendas, aunque UNWRA construyó 1.260 refugios en 1957 que se sumaron a los 1.400 refugios que habían construido inicialmente en una área de 0,48 kilómetros cuadrados al sureste de lo que en aquel momento eran las afueras de Amán. Durante casi quince años, hasta la década de los setenta, la mayoría de familias habían vivido en refugios y tiendas de campaña.
Durante los años sesenta, setenta y ochenta, el campamento de Wehdat se convirtió en un centro neurálgico del nacionalismo palestino. Después de los enfrentamientos del Septiembre Negro en 1970, que concluyeron con la toma del campamento por parte de las tropas jordanas después de fuertes bombardeos, UNRWA trabajó con el gobierno jordano para mejorar las condiciones de vida en el campamento de Wehdat. El ejército jordano reprimió duramente las manifestaciones y protestas dentro el campamento, por lo que los partidos de fútbol del equipo local, el Al-Wehdat, se convirtieron en la única manera de expresar la identidad palestina. Además, como consecuencia de la represión, se acentuó el espíritu palestino de sus habitantes, y tan solo el 40% de sus habitantes en edad de votar participaron en las elecciones de 1989. En el contexto de los Acuerdos de Oslo y las negociaciones de paz con los israelíes, Yasser Arafat dejó de financiar a sus aliados políticos en el campamento y ello resultó en un crecimiento de partidos religiosos como el Frente de Acción Islámica, la rama jordana de los Hermanos Musulmanes. En 1997, cuando los partidos islamistas llamaron al boicot de las elecciones, tan solo el 22% de los votantes del campamento de Wehdat acudieron a las urnas. En el invierno del año 2000, tras el estallido de la Segunda Intifada, cientos de residentes del campamento participaron en violentos enfrentamientos con la policía.
Hacia 1987-88, el 17% de las familias en Wehdat vivían en casas de una sola habitación, cifra que había mejorado en 2011, situándose en el 6%. En este año, el 44% de los hogares en el campamento de Wehdat vivían en casas con dos habitaciones. Wehdat está considerado uno de los "espacios vitales con una media más baja de metros cuadrados per cápita". Los barrios orientales del campamento han sido testigos del desarrollo de áreas urbanas de clase media-baja con edificios de tres o cuatro pisos. Hacia el sur del campamento se han desarrollado zonas de chabolas con la mayoría de tejados de zinc sujetos por grandes piedras.
El campamento, que no está delimitado por vallas o muros, se convirtió en un espacio abierto con una próspera zona económica. Aunque hay varias calles principales en el campamento, en su mayoría se encuentra atravesado por "estrechos pasadizos y tortuosos callejones." A lo largo de los años, los refugiados que se alojan en él han ido añadiendo habitaciones y pisos a los refugios, y a fecha de 2018 tiene ya más aspecto de barrio urbano que de campamento de refugiados. El retorno de unos 300.000 o 350.000 jordanos de origen palestino, obligados a abandonar los estados del Golfo Pérsico tras la conclusión de la Guerra del Golfo en 1991, transformó por completo el campamento, potenciando el sector comercial y el de la construcción.
A finales de la primera década del siglo XXI había más de 2.000 "tiendas y empresas" registradas en el campamento, ofreciendo una amplia variedad de productos y servicios en al-Wehdat. El gran zoco del campamento de Wehdat atrae a multitud de clientes del exterior del campamento con su gran variedad productos, desde verduras del Valle del Jordán hasta ropa importada de China, todo ello ofrecido a precios más bajos que en otros mercados de Amán.

## Demografía
En 2010 vivían en el campamento de Wehdat unos 48.000 habitantes, incluidos aproximadamente "8.000 gitanos locales, emigrantes egipcios, refugiados iraquíes y otros grupos étnicos no jordanos con pocos ingresos". En 2017 había aproximadamente 57.000 refugiados registrados en el campamento de Wehdat, entre ellos 8.400 estudiantes. De esta manera, Jordania es el país con mayor número de refugiados palestinos de cuantos integran la red de campamentos de UNRWA. A diferencia de lo que sucede en otros países vecinos como Líbano o Siria, la gran mayoría de los refugiados palestinos en Jordania gozan de ciudadanía plena. A fecha de 2017, de los cinco millones de refugiados palestinos registrados en Jordania, Siria, Líbano, Cisjordania y la Franja de Gaza, 2 millones se encontraban en Jordania.

## Administración
En 2010, el campamento de Wehdat estaba integrado en el barrio de Al-'Awd ("El Regreso"), perteneciente al distrito de Al-Yarmouk en Amán.

### UNRWA
La Agencia de Naciones Unidas para los Refugiados de Palestina en Oriente Próximo (conocida frecuentemente por su acrónimo inglés UNRWA), fundada en 1949, proporciona una ayuda económica a los refugiados palestinos que les da acceso a una educación y a unos "servicios sanitarios primarios para más de 3,5 millones de pacientes, así como asistencia a más de 250.000 refugiados palestinos profundamente vulnerables". Entre los servicios proporcionados por UNRWA en el campamento de Wehdat destacan 13 escuelas (12 de ellas funcionando a doble turno), un centro de salud, un centro de rehabilitación, un centro femenino, una oficina de salud medioambiental y una oficina de servicios del campamento. UNWRA también gestionó una Universidad de Formación del Profesorado en Amán.
El 70% de los fondos de UNRWA se destina a unas 700 escuelas que proporcionan educación a 500.000 niños y adolescentes. En octubre de 2017, la Unión Europea aprobó contribuir con unos 9,5 millones de euros a los presupuestos de UNRWA en respuesta a una llamada de esta "para ayudar a cuadrar el déficit".

## Principales problemas
Los datos de UNRWA afirman que el campamento de Wehdat se encuentra en el segundo puesto de entre los diez campamentos de refugiados palestinos en Jordania en términos de pobreza y empleo femenino. Los ingresos del 34% de los refugiados palestinos del campamento están por debajo del umbral de la pobreza, que en Jordania se sitúa en 814 dinares jordanos. Sólo un 24% de las mujeres del campamento tienen trabajo. Un ocho por ciento de la población del campamento tiene severos problemas de salud crónicos, lo que lo coloca como el peor de los diez campamentos de Jordania. El 66% de los refugiados del campamento carece de un seguro de salud. La superpoblación del campamento ha creado una absoluta falta de zonas verdes y de espacios de juego. Muchos de los refugios construidos en los años cincuenta se encuentran en mal estado de mantenimiento. Gran parte de ellos tendrían que ser demolidos y reemplazados por otros nuevos dado que "el material de construcción es inadecuado (los tejados se hicieron con placas de metal corrugado y las paredes con cemento de pobre calidad)".

## Club Deportivo Al-Wehdat
"Hubo un día, cuando no teníamos voz, que el Al-Wehdat fue nuestra voz."
Yasser Arafat

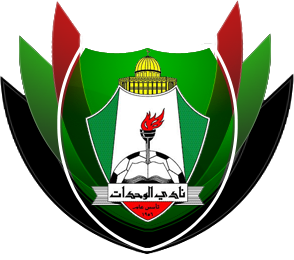
Emblema del Club Deportivo Al-Wehdat.

El Club Deportivo Al-Wehdat nació en el campamento en 1956 y fue creado por UNWRA con el nombre de Centro Juvenil Al-Wehdat. El equipo ascendió a la primera división jordana en 1975 y ganó la liga jordana en 1980, un hecho que desencadenó enormes manifestaciones de alegría no solo en Jordania sino también en la Cisjordania ocupada. En 1986, a raíz de una serie de disturbios, el gobierno jordano expulsó al Al-Wehdat de la primera división y lo obligó a cambiar de nombre, aunque tres años después, con la llegada de un régimen político menos autocrático, se volvió a permitir que fuese controlado por los refugiados del campamento. A fecha de 2018 es uno de los equipos más importantes de la liga jordana, habiendo ganado 14 títulos de liga y 10 títulos de copa desde entonces. Mantiene una importante rivalidad con otro equipo de la capital, el Al Faisaly, asociado con los ciudadanos de origen jordano.

## Personas famosas
Entre los más famosos habitantes del campamento de Wehdat cabe destacar al escritor Ibrahim Nasrallah, cuyos padres llegaron a Wehdat en 1948 tras haber sido expulsados de su casa en al-Bruij, cerca de Jerusalén, en Palestina. Su saga de novelas, tituladas Bodas de Gaza, fueron traducidas al inglés en 2017. Nasrallah, que nació y creció en el campamento, estudió en escuelas de UNWRA y en la Universidad de Formación del Profesorado de UNRWA en Amán.
Nihad Awad, director del Consejo de Relaciones Islámico-Estadounidense (CAIR en sus siglas inglesas), ha sido frecuentemente entrevistado por numerosos medios de comunicación como Fox News, BBC, The New York Times, The Washington Post, Al-Jazeera o C-Span.